# Phytomyza anderi
Phytomyza anderi este o specie de muște din genul Phytomyza, familia Agromyzidae. A fost descrisă pentru prima dată de Ryden în anul 1952.
Este endemică în Sweden. Conform Catalogue of Life specia Phytomyza anderi nu are subspecii cunoscute.